# Wieda
Wieda ist ein Ortsteil der Gemeinde Walkenried im Harz im niedersächsischen Landkreis Göttingen.

## Geographische Lage
Wieda liegt im Südharz nördlich von Bad Sachsa im Naturpark Harz. Das Straßendorf erstreckt sich in Nord-Süd-Richtung auf beinahe 7 km Länge im von Wald gesäumten Tal des Flusses Wieda auf etwa 320 bis 460 m ü. NHN. Nordwestlich von Wieda erhebt sich der höchste Berg des Südharzes, der Stöberhai (ca. 720 m), nördlich der erste Jagdkopf (602,1 m), östlich der zweite Jagdkopf (603,1 m) und südwestlich der Ravensberg (ca. 659 m).

## Geschichte
In den Urkunden des 1127 gestifteten und 1129 mit einem Zisterzienserkonvent besetzten Klosters Walkenried wurde Wieda erstmals als Bach und Waldgebiet genannt. In diesem Wald, das heißt im Bereich des späteren Orts Wieda, betrieb das Kloster ab dem 13. Jahrhundert Kupferhütten. In einer Urkunde des Achim von Klettenberg wird 1243 erstmals mit dem „Hohoffenberg zu Wida“ ein Hochofen erwähnt. Ein Dorf Wieda gab es bis ins 16. Jahrhundert jedoch nicht. Größeren Aufschwung nahm der Ort erst nach der Erschießung der Eisenerzlager im Kastental im 16. Jahrhundert. Für das Jahr 1562 ist erstmals eine Eisenhütte in Wieda bezeugt. Zu Beginn des 17. Jahrhunderts wurde der seinerzeit höchste Hochofen im braunschweigisch-blankenburgischen Harz mit einer Höhe von 6,84 m durch den aus dem Vogtland stammenden Massenbläser Hans Sien errichtet.

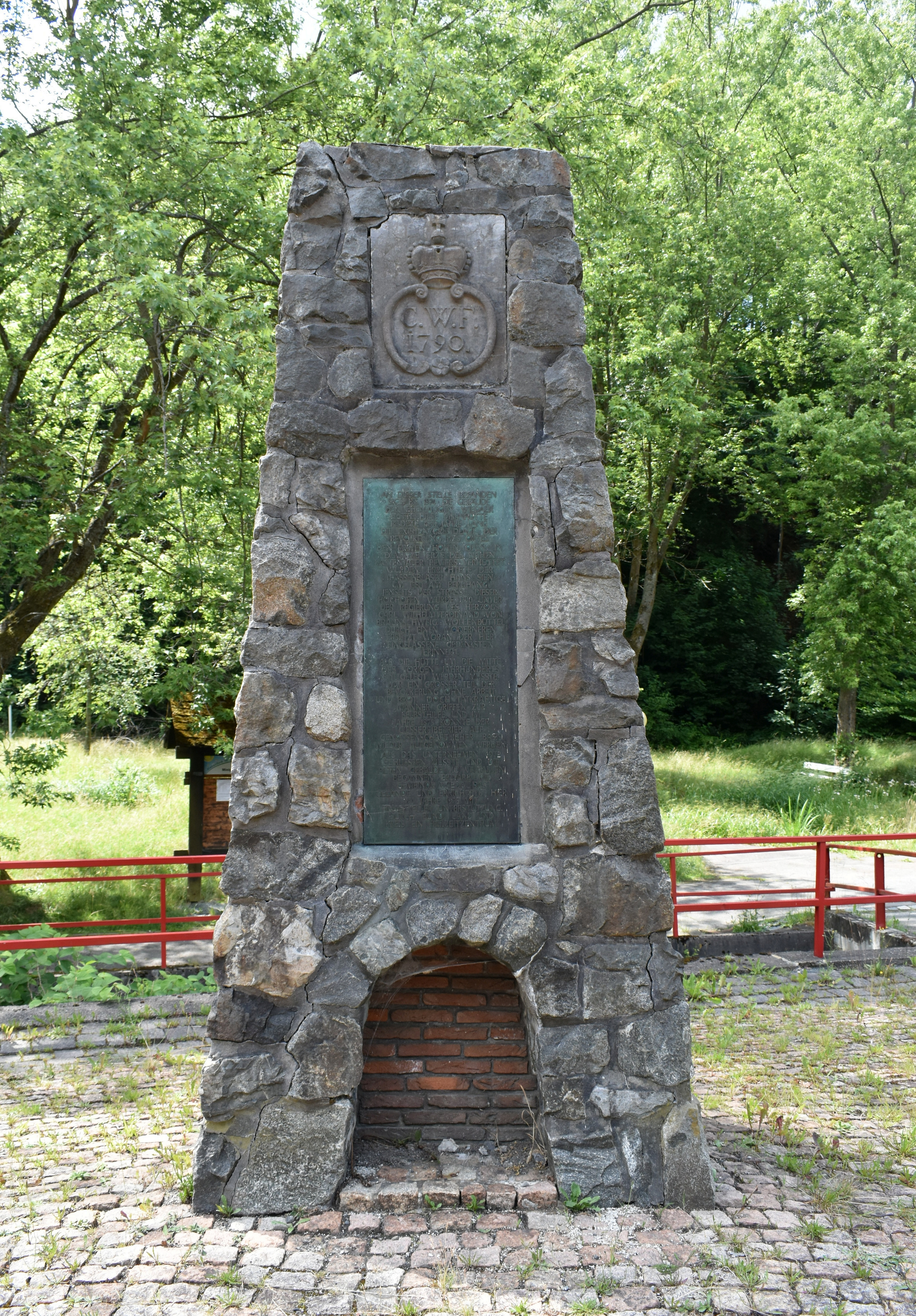
Denkmal Wiedaer Hütte (Wieda)

Ein wichtiges Gewerbe war die Glasmacherei, u. a. im Weinglastal. 1610 wurde in Wieda die erste Kirche gebaut, die auch von den Glasmachern besucht wurde. 1662 kam der erste eigene Pastor hierher, bis dahin war der Pfarrer von Hohegeiß zuständig. Der mehrfache Versuch eines Zinnoberbergbaus im Silberbach vom 16. bis ins 19. Jahrhundert blieb bedeutungslos. Später war Wieda der bevölkerungsreichste Ort im Stiftsgebiet. Die Einwohner lebten vom Fuhrwesen und der Köhlerei neben Bergbau und Hüttenwesen.
Im 19. Jahrhundert wanderten viele Wiedaer nach Amerika aus, da seit dem Beginn des Jahrhunderts ein Rückgang der Eisenindustrie sowie ein allgemeiner wirtschaftlicher Niedergang einsetzte. Dies führte auch dazu, dass man den 1790 erneuerten und vergrößerten Hochofen 1863 abbrach. Unter Führung des Hütteninspektors Carl Preen half sich die Arbeiterschaft schließlich selbst und betrieb ab 1875 die Wiedaer Hütte A.G. als Produktiv-Genossenschaft, welche Bekanntheit durch die hier hergestellten Wieda-Öfen erlangte und deren Betrieb schließlich durch Konkurs am 10. Mai 1972 eingestellt wurde. Das Gelände der Wiedaer Hütte brannte bei einem Großbrand am 23. Juli 1973 fast vollständig aus und wurde 1974/75 zu einem Kurpark mit Tennishalle umgestaltet.
1899 wurde vornehmlich zur Stärkung der Wirtschaft die Schmalspurbahn Walkenried–Braunlage/Tanne gebaut, die Wieda mit dem an der Südharzstrecke gelegenen Bahnhof Walkenried verband. Die Bahntrasse durchquerte den gesamten Ort entlang des Flusses mit den vier Haltepunkten Wieda-Süd (Zündholzfabrik), Wieda, Wiedaer Hütte und Bahnhof Stöberhai.
Anfang Mai 1944 wurden die Häftlinge der SS-Baubrigade III nach Wieda verlegt. Am 11. Mai 1944 entstand in Wieda ein KZ-Außenlager, dem in den folgenden Wochen die ebenfalls neu errichteten Konzentrationslager Mackenrode, Nüxei und Osterhagen als Nebenlager unterstellt wurden. Jeweils etwa 300 Häftlinge mussten in den vier Konzentrationslagern Gleisbau-, Erd- und Rodungsarbeiten für den Bau der Helmetalbahn durchführen. Bis Ende Oktober 1944 unterstanden diese vier Lager dem KZ Buchenwald, danach dem KZ-Lagerkomplex Mittelbau-Dora. Am 6. April 1945 wurden die Häftlinge aus den drei Nebenlagern Mackenrode, Nüxei und Osterhagen zu Fuß ins KZ Wieda getrieben. Von dort mussten alle Häftlinge zusammen am 7. April 1945 zu Fuß über den Harz marschieren. Nach einem Räumungstransport per Bahn in die Altmark und einem weiteren Todesmarsch zu Fuß nach Gardelegen wurden die meisten verbliebenen KZ-Häftlinge beim Massaker in der Isenschnibber Feldscheune am 13. April 1945 gemeinsam mit weiteren Häftlingen aus anderen geräumten Konzentrationslagern eingesperrt und lebendig verbrannt.
Ein Gedenkstein und ein Sammelgrab für sechs unbekannte KZ-Häftlinge erinnern heute in Wieda an das einstige Konzentrationslager, ebenso die Dauerausstellung der Gedenkstätte Feldscheune Isenschnibbe Gardelegen.
Der Eisenbahnbetrieb auf der Schmalspurbahn wurde 1963 aufgegeben und die Gleisanlagen zurückgebaut. 2007 wurde auf der ehemaligen Eisenbahntrasse ein Fahrrad- und Wanderweg angelegt.

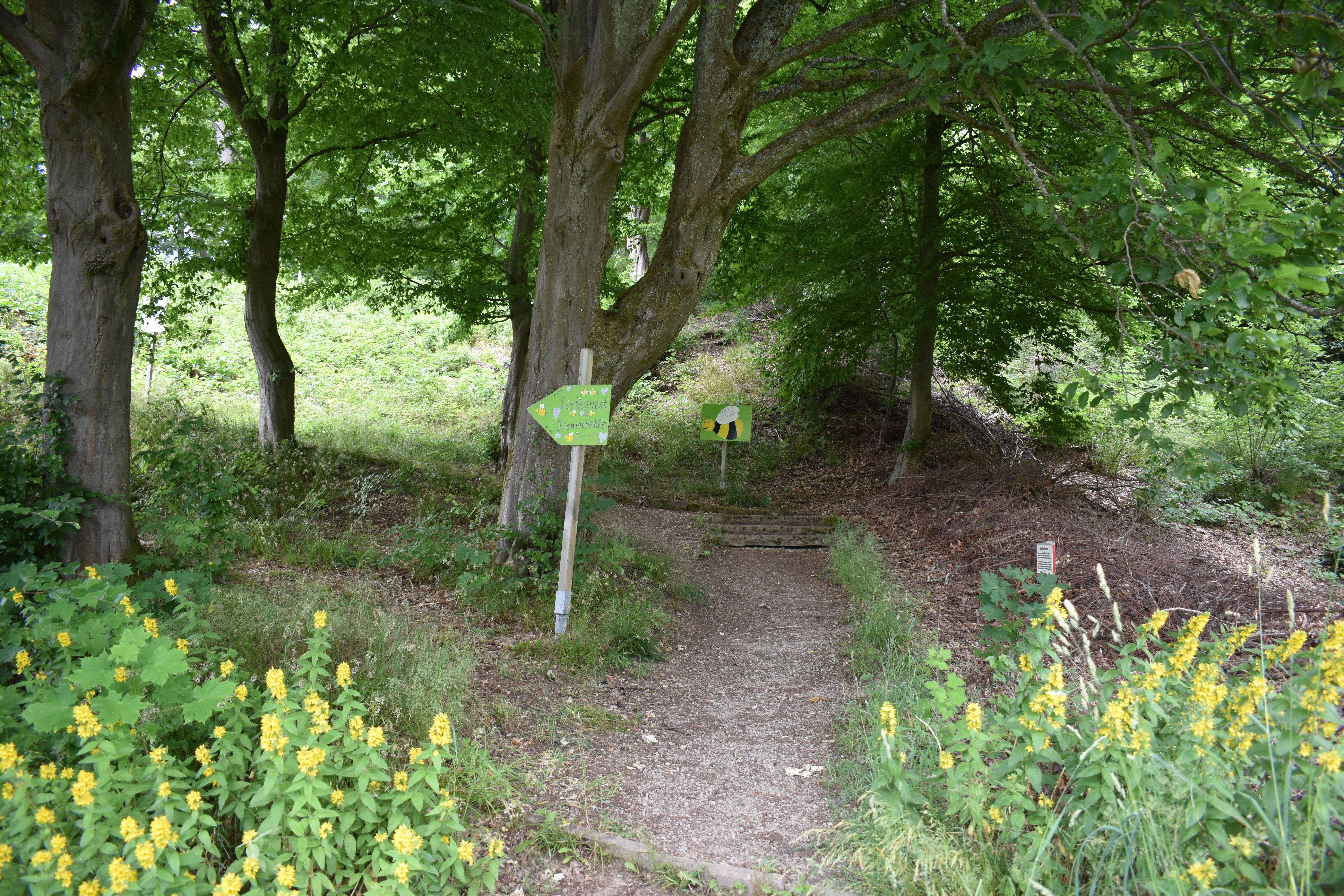
Bienenlehrpfad (Wieda)

Am Glockenturm gibt es seit einigen Jahren einen Bienenlehrpfad mit großer Bienenwiese. Auf mehreren Infotafeln erfahren die Besucher interessantes zur Bienenhaltung und Bienenzucht, über nützliche Pflanzen, über die Arbeit der Imker und das Endprodukt Honig. Zudem kann man sich im einen Kräutergarten über zahlreiche Kräuter und ihre Herkunft informieren. Am Bienenpfad gibt es auch die dauerhafte Sonderstempelstelle Nr. 9939 der Harzer Wandernadel.
Eingemeindungen
Zum 1. November 2016 wurden auf Beschluss des Niedersächsischen Landtages die bisherigen Gemeinden Walkenried, Wieda und Zorge zu einer neuen Gemeinde Walkenried zusammengefasst.
Regelmäßige Veranstaltungen
Zu den Regelmäßigen Veranstaltungen in Wieda zählt das Finkenmanöver, das Lichterfest auf den Grillplatz, das Spellefest und die Krippenweihnacht.

## Politik

### Ortsrat
Der Ortsrat von Wieda setzt sich aus fünf Ratsfrauen und Ratsherren folgender Parteien und erlangten Sitzen zusammen (Stand: 2021):
| Kommunalwahl       | SPD | CDU | Linke | Einzelbewerber | Gesamt   |
| 12. September 2021 | 2   | 3   | –     | –              | 05 Sitze |
| 11. September 2016 | 2   | 2   | –     | 1              | 05 Sitze |
| 11. September 2011 | 5   | 4   | 1     | 1              | 11 Sitze |

### Ortsbürgermeister
Der Ortsbürgermeister von Wieda ist Ulrich Kamphenkel (SPD). Seine Stellvertreterin ist Christiane Hellberg (SPD).

### Wappen
Der Entwurf des Kommunalwappens von Wieda stammt von dem Heraldiker und Wappenmaler Gustav Völker, der sämtliche Wappen in der Region Hannover entworfen hat. Der Rat nahm das Wappen am 27. November 1950 an, und der Niedersächsische Minister des Innern genehmigte es am 19. April 1952.
| Wappen von Wieda | Blasonierung: „Unter einem silbernen Schildhaupt, belegt mit zwei schwarzen schräggekreuzten, mit brennenden roten Lappen versehene Haikatzen, schreitet in Grün ein rechtsgerichteter silberner Hirsch.“ |
| Wappen von Wieda | Wappenbegründung: Die Haikatzen erinnern an das Arbeitsgerät der Köhler, dieser einst im Wald tätigen Berufsgruppe. Das Gerät diente zum Anzünden der Meiler. Dazu umwickelte der Köhler eine entastete Jungfichte mit einem harzgetränkten Lappen. Sobald der Meiler aufgeschichtet war, zündete der Köhler den Lappen an und hielt ihn mit dem Ast in das Innere des Holzhaufens. Der Hirsch symbolisiert die frühere Zugehörigkeit Wiedas zur Grafschaft Klettenberg, später Honstein-Klettenberg. Der Ort führte vor der Wappeneinführung lediglich ein Siegel, das einen stehenden Hirsch vor einer Waldsilhouette darstellte. |

## Wirtschaft und Infrastruktur

### Wirtschaft
Seit Ende des 19. Jahrhunderts gehörte der Fremdenverkehr zum Hauptwirtschaftszweig des Ortes, der seinen Höhepunkt in den 1960er und 1970er Jahren erreichte. Viele West-Berliner hatten hier während der Zeit der Berliner Mauer ihr Feriendomizil. Seit jüngerer Zeit verbringen auch Gäste aus den Niederlanden und den skandinavischen Ländern ihre Ferien im Südharzort. Beliebter Besuchsort ist der ehemalige Bahnhof Stöberhai, in dem sich eine Waldgaststätte befindet. Im anschließenden Gehege gibt es täglich eine Wildfütterung.

### Verkehr
Bis 1963 verlief quer durch Wieda die meterspurige Südharz-Eisenbahn.
Von Wieda aus verläuft die Landesstraße nach Braunlage, Bad Sachsa, Zorge und Walkenried. Von Walkenried sind es 15 km bis zur Anschlussstelle der Südharzautobahn A 38.

## Kultur und Sehenswürdigkeiten

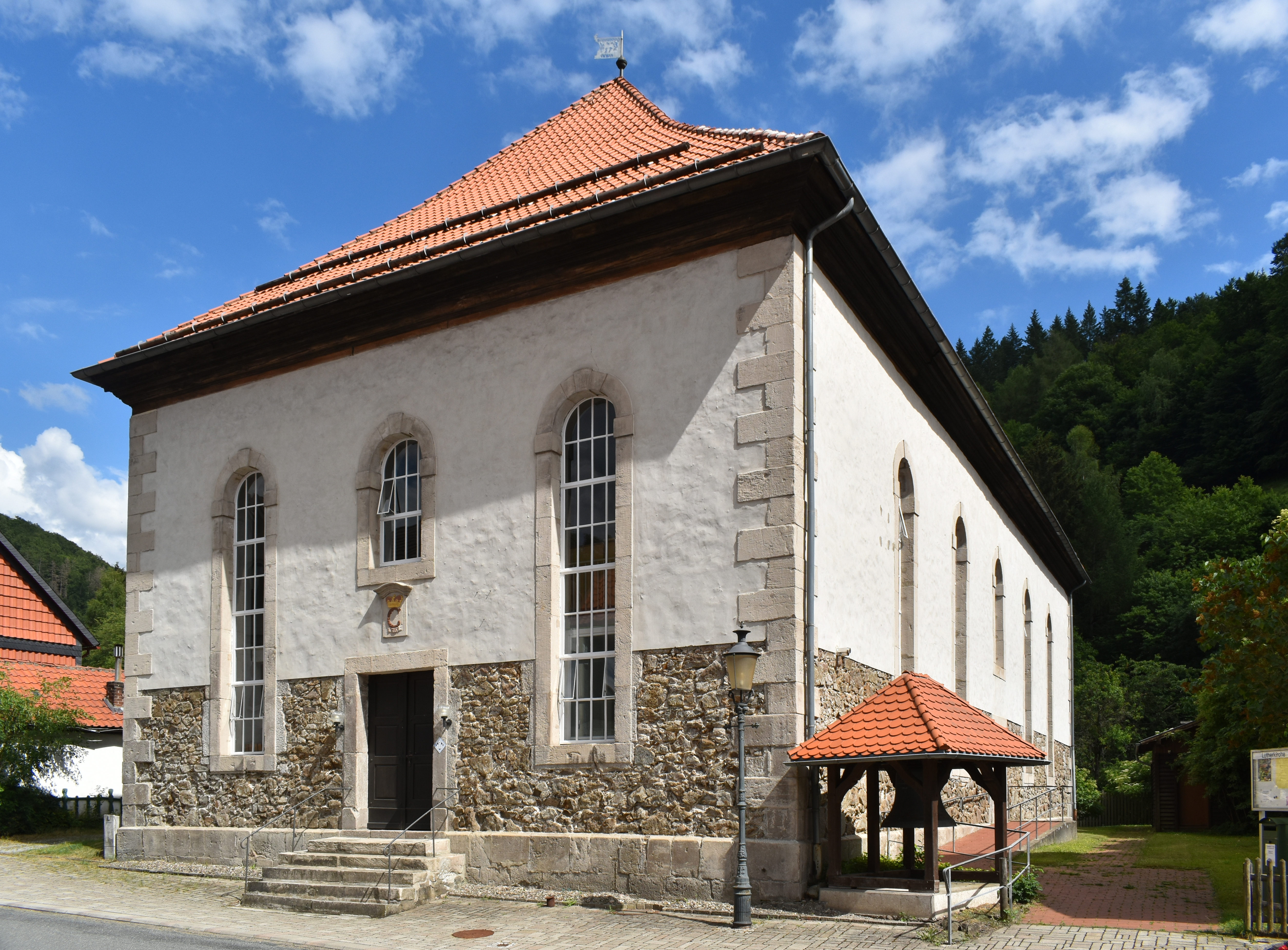
Lutherkirche (Wieda)

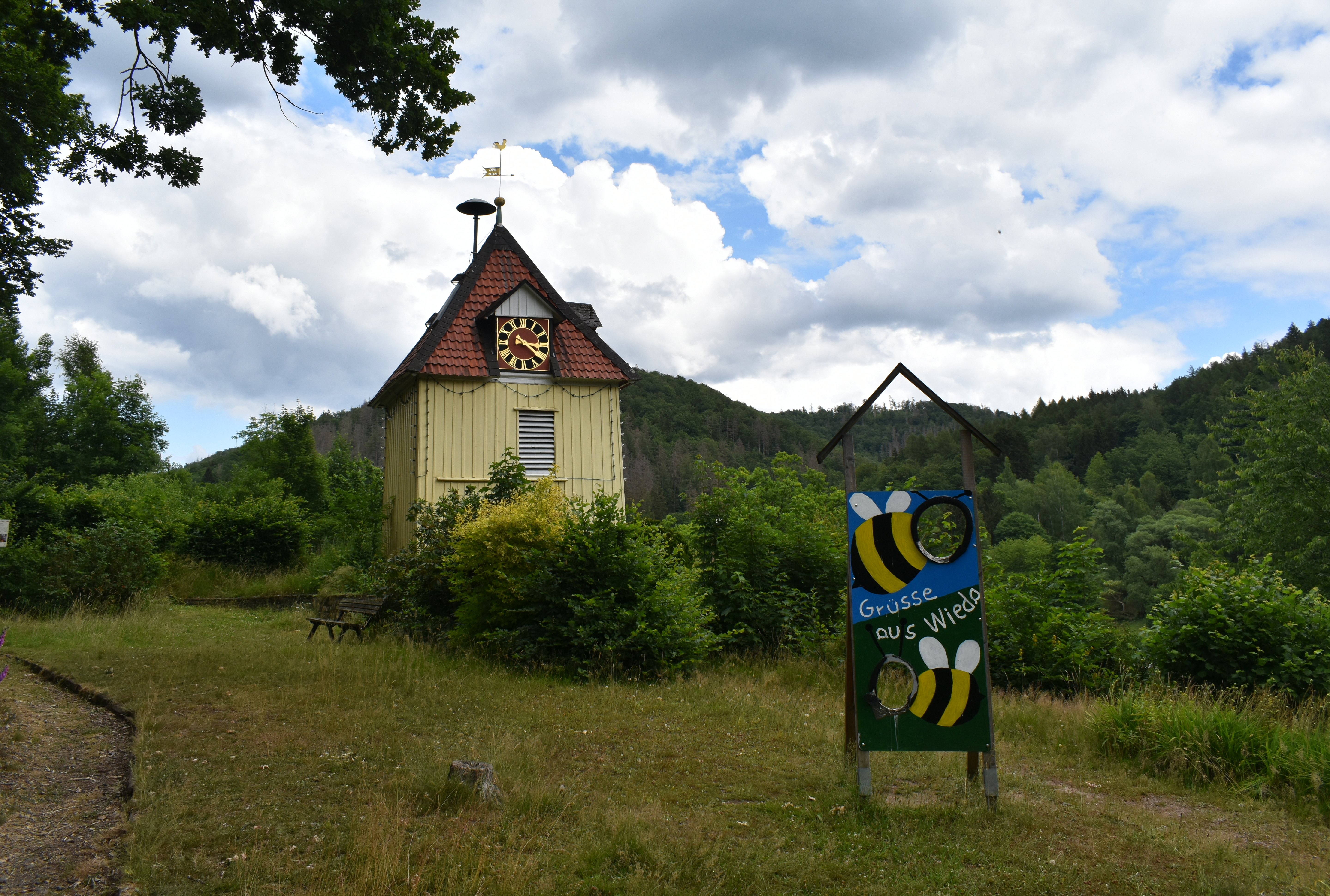
Glockenturm und Bienenwiese (Wieda)

### Bauwerke
- 1778 wurde die heutige Kirche, deren Gemeinde zur Propstei Bad Harzburg gehört, eingeweiht. Gleichzeitig wurde der freistehende Glockenturm auf dem gegenüberliegenden Käseberg errichtet, damit das Geläut im ganzen Tal gehört werden konnte. 1890 wurde eine Knauf-Schleifladenorgel eingebaut. Das über dem Eingang vorhandene „C“ weist auf den damaligen Fürsten Carl hin. 1984 wurde die Kirche zu Wieda nach dem Reformator und Theologieprofessor Martin Luther benannt.

### Museen
- In Wieda gibt es seit 2005 das Glas- und Hüttenmuseum im ehemaligen Rathaus in der Otto-Haberlandt-Straße, in dem die Wirtschaftsgeschichte des Ortes in den Bereichen Glashüttenwesen sowie Bergbau und Verhüttung dokumentiert wird.[15]
- In einem Raum des Kindergartens (ehemalige Grundschule) in der Schulstraße ist seit 2006 ein kleines Museum des aufgelösten Fernmeldesektors C der Bundeswehr auf dem Stöberhai eingerichtet, in dem Einrichtungen des ehemaligen Radarturms auf dem Stöberhai besichtigt werden können.

### Finkenmanöver
Wieda ist einer der acht Harz-Orte, in denen das seit 2014 als Immaterielles Weltkulturerbe anerkannte Brauchtum des Finkenmanöver im Harz noch gepflegt wird.

### Spellefest
Jedes Jahr findet auf dem Bohlweg in Wieda das in der Region bekannte Straßenfest „Spelle varn Schwelle“ (Erzählen vor der Haustürschwelle) statt, mit über 40 Ausstellern und gastronomischen Anbietern. Auf dem Spellefest gibt es neben Handwerkskunst und Straßenflohmarkt auch ein vielseitiges Bühnenprogramm für die ganze Familie.

### Krippenweihnacht
Zur Krippenweihnacht verwandelt sich seit 2004 die fast 7 km lange Ortsdurchfahrt Wieda jedes Jahr zur Adventszeit in ein Lichtermeer aus gleichermaßen geschmückten Weihnachtsbäumen, liebevoll dekorierten Wohnhäusern und 24 lebensgroßen Krippen, die der Aktion ihren Namen geben.

## Wiedaer Schiefer
Der Ort Wieda wurde als Typlokalität namensgebend für den „Wiedaer Schiefer“, der eine feuersteinähnliche Härte aufweist und deshalb in der Steinzeit zur Herstellung von Steinbeilen verwendet wurde.

## Persönlichkeiten
Söhne und Töchter des Ortes
- Jobst Jacob Jenisch (1658–174), Münzmeister
- Johann Heinrich Haeberlin (1799–1866), Architekt
- Karl Gärtner (1811–1869), spanischer Generalmajor
- Günter-Helge Strickstrack (1921–2020), Textilunternehmer und Politiker (CDU)
- Otto Haberlandt (1922–1990), Politiker (SPD)
- Guido Neumann (1932–2009), Jurist und Fernsehrichter
- Rainer Hattenhauer (* 1962), Fachbuchautor (IT-Themen)